# Lijst van afleveringen van Law & Order: Special Victims Unit (seizoen 4)
Dit artikel vat het vierde seizoen van Law & Order: Special Victims Unit samen.

## Hoofdrollen
- Christopher Meloni - rechercheur Elliot Stabler
- Mariska Hargitay - rechercheur Olivia Benson
- Richard Belzer - rechercheur John Munch
- Michelle Hurd - rechercheur Monique Jefferies
- Ice-T - rechercheur Fin Tutuola
- Dann Florek - hoofd recherche Donald Cragen
- Stephanie March - assistent officier van justitie Alexandra Cabot

## Terugkerende rollen
- Tamara Tunie - dr. Melinda Warner
- BD Wong - dr. George Huang
- Peter Hermann - Trevor Langan
- Daniel Sunjata - forensisch onderzoeker Burt Trevor
- Joel de la Fuente - forensisch onderzoeker Ruben Morales
- Robert John Burke - hoofd interne zaken Ed Tucker
- Judith Light - rechter Elizabeth Donnelly
- Joanna Merlin - rechter Lena Petrovsky
- Harvey Atkin - rechter Alan Ridenour
- Tom O'Rourke - rechter Mark Seligman
- David Lipman - rechter Arthur Cohen

## Afleveringen
| Aflevering | Titel             | Schrijver                                 | Regie                | Uitzenddatum VS   | Selectie gastrollen |
| --- | ----------------- | ----------------------------------------- | -------------------- | ----------------- | --- |
| 1. | Chameleon         | Tara Butters Michele Fazekas              | Jean de Segonzac     | 27 september 2002 | Dianne Wiest - officier van justitie Nora Lewin Charlayne Woodard - zuster Peg Sharon Lawrence - Maggie Peterson Lonette McKee - advocaat van Maggie Peterson Sara Ramirez - Lisa Perez                 |
| Als een prostituee wordt vermoord gaan Benson en Stabler op onderzoek uit. Zij verdenken een pas vrijgelaten verkrachter, kort hierop wordt de verdachte ook vermoord uit zelfverdediging door zijn eigen wapen. Dit wapen werd al eerder gebruikt terwijl de vermoorde verdachte vastzat in gevangenis. Dit leidt de aandacht van de rechercheurs naar de vrouw die uit zelfverdediging heeft geschoten. Uiteindelijk blijkt echter dat deze vrouw zichzelf opzettelijk in dit soort situaties bracht en lijdt aan een 'cocktail-persoonlijkheidsstoornis': ze meet zichzelf de rol aan waarmee ze meent het meeste voordeel te hebben: gekwetst slachtoffer jegens psycholoog Huang, verleidster jegens de stoere Stabler, liefhebbende moeder jegens Benson. Als de vrouw moet worden voorgeleid (waarbij de doodstraf als eis op de tafel ligt), wordt ze dood aangetroffen met een zelfmoordbrief waarin ze haar positie als slachtoffer benadrukt. Tot het laatste moment is ze haar rollenspel blijven spelen. |                   |                                           |                      |                   | |
| 2. | Deception         | Tara Butters Michele Fazekas              | Constantine Makris   | 4 oktober 2002    | Jill Marie Lawrence - Cleo Conrad Sherilyn Fenn - Gloria Stanfield Frank Grillo - Frank Barbarossa Jonathan Bennett - Kyle Fuller Tom Mason - Lawrence Fuller Jennifer Michelle Brown - Chloe Fuller    |
| Een school licht de SVU in als een vijfjarige leerlinge een tekening heeft gemaakt die hun zorgen baart. Deze leerlinge vertelt aan Benson dat haar moeder haar stiefbroer nog steeds in bed stopt met altijd de deur op slot, eenmaal heeft zij haar moeder naakt in het bed van haar broer gezien en dat zij met elkaar aan het "spelen" waren. Ook vertelt zij dat haar moeder, een bekende actrice, meer van haar stiefbroer houdt dan van haar. Als de rechercheurs hun onderzoek starten naar deze familie wordt ineens de vader van de stiefbroer vermoord gevonden, dit leidt het onderzoek naar de stiefbroer en moeder die elkaar een alibi verschaffen. Het onderzoek wordt nog ingewikkelder als de stiefbroer en moeder een kort uitstapje maken naar Virginia waar zij snel met elkaar trouwen zodat ze niet tegen elkaar kunnen getuigen. Uiteindelijk blijkt de stiefmoeder de situatie te hebben gemanipuleerd; door met haar stiefzoon te trouwen en een ex tegen haar man op te zetten hoopte ze aanspraak te maken op de nalatenschap. De stiefbroer vallen de schellen van de ogen en hij laat zich direct scheiden: de actrice ziet nu een aanklacht jegens moord en ontucht tegemoet. |                   |                                           |                      |                   | |
| 3. | Vulnerable        | Dawn DeNoon Lisa Marie Petersen           | Juan José Campanella | 11 oktober 2002   | Mary Kay Place - Hope Garrett Andy Powers - Hal Shipley Jay Thomas - Joe Sherman Jane Powell - Bess Sherman                                                                                             |
| Een demente oudere vrouw breekt in in een huis waar zij vroeger gewoond heeft. Benson en Stabler vangen haar op en ontdekken bij haar brandwonden die waarschijnlijk veroorzaakt zijn door sigaretten. Na veel moeite weten zij haar gegevens te vinden en ontdekken dat zij kort geleden ontslagen is uit een verpleegtehuis en nu bij haar egoïstische en gierige zoon woont. Deze zoon wordt de hoofdverdachte van de mishandeling, maar als zij het verpleegtehuis onderzoeken komen zij tot ontdekking dat de verdachte ook daar aanwezig kan zijn. Er werkt een verzorger met een kort lontje die bovendien met de kleinzoon bevriend was, en al snel bekent hij de vrouw te hebben gebrand. Het onderzoek brengt ook meerdere verdachte sterfgevallen aan het licht, en een andere verdachte. Uiteindelijk blijkt de directrice van het tehuis patienten opzettelijk hartmedicijnen te hebben toegediend om ze te kunnen redden: Munchhausen by proxy. |                   |                                           |                      |                   | |
| 4. | Lust              | Amanda Green                              | Michael Fields       | 18 oktober 2002   | Manny Perez - forensisch onderzoeker Michael Gross - Arthur Esterman Kate Levering - Kittie Chris Tardio - Mario Molinari                                                                               |
| Als in het park het vermoorde en verkrachte lichaam wordt gevonden van een vrouw op leeftijd gaan Benson en Stabler op onderzoek uit. Het slachtoffer was een dokter die gespecialiseerd was in seksuele contacten van aidspatiënten en dit bezorgt de rechercheurs een lange lijst met verdachten. Heel veel mensen zijn immers niet blij met een dokter die ongevraagd in hun seksleven en privacy wroet. Als er nog een lichaam wordt gevonden in het park met dezelfde verwondingen denken zij aan een serieverkrachter. Maar dan leidt het bewijs hen naar de echtgenoot van het eerste slachtoffer, een gepensioneerde advocaat die de wet goed kent en weet hoe hij het bewijs kan omzeilen. Uiteindelijk valt het doek als de echtgenoot voornemens blijkt te vluchten naar Brazilie en er een DNA match met DNA op de slachtoffers is. Zijn motief voor de moord was dat zijn vrouw wilde scheiden omdat ze zijn wilde buitenechtelijke seks en XTC gebruik afkeurde en dit hem een financiele strop zou opleveren; het tweede slachtoffer had hij gemaakt om de politie te misleiden. |                   |                                           |                      |                   | |
| 5. | Disappearing Acts | Judy McCreary                             | Alex Zakrzewski      | 25 oktober 2002   | John Heard - Peter Sipes / Gregory Rossovitch Tom Guiry - Gavin Sipes / Nikolai Rosovitch Michael Kelly - Mark Pam Grier - Claudia Williams                                                             |
| In een vergaderzaal van een kantoor wordt een verkrachte vrouw gevonden. Voordat Benson en Stabler het slachtoffer kunnen ondervragen wordt zij gearresteerd door de FBI voor witwassen voor de georganiseerde misdaad. De dader plaste over zijn slechtoffer. Dit verraadt dat het persoonlijk was en de chemische samenstelling van de urine verraadt dat hij lijdt aan diabetes. Ook blijkt dat hij nog meer verkrachtingen heeft begaan. De rechercheurs komen een verdachte op het spoor maar kunnen hem moeilijk vinden omdat hij en zijn vader in een getuigenbeschermingsprogramma zitten en hun FBI-agent wil hen beschermen ongeacht de consequenties. Dit omdat zij moeten getuigen tegen de Russische maffia, de vader was getrouwd met de dochter van een vor-y-zakone (baas), maar stapte naar Justitie toen deze zijn vrouw vermoordde (iemand die zijn eigen dochter doodt heeft zeker geen probleem met zijn schoonzoon en kleinzoon). Het motief van de dader is dat het getuigenprogramma en de constante angst zijn jeugd heeft verwoest, daarom haar hij de Russische mafia en zijn de slachtoffers aan de Russische maffia gelieerde vrouwen. Uiteindelijk leidt het onderzoek niet slechts de politie maar ook de Russische mafia naar de dader, en deze vermoordt zowel de dader als diens vader om de FBI in bewijsnood te brengen. Het FBI-onderzoek is dood en de vor-y-zakone gaat vrijuit. |                   |                                           |                      |                   | |
| 6. | Angels            | Robert F. Campbell Jonathan Greene        | Arthur W. Forney     | 1 november 2002   | Michael Hayden - dr. Walt Massey Pablo Santos - Ernesto Diaz Kate Skinner - Mrs. Massey Will Arnett - Tony Damon                                                                                        |
| Een lichaam van een jongen wordt gevonden in de bagageruimte van een touringcar en Benson en Stabler gaan op onderzoek uit. Ze vinden een vriend van het slachtoffer en ontdekken dat hij slachtoffer is geworden van een pedofiel; ze probeerden weg te lopen en het jongetje verstopte zich in de bus waar hij overleed door de uitlaatgassen. Ze komen erachter waar de pedofiel woont en vinden hem vermoord en verminkt in zijn bed. Verder onderzoek brengt hen naar een reisbureau dat speciale reizen organiseert voor pedofielen en een heus pedofielennetwerk. De pedofiel, zelf advocaat, had zijn slachtoffertjes in Guatemala opgehaald en geadopteerd als seksslaven. Stabler is geschokt als hij ontdekt dat de moordenaar van de pedofiel zelf ook een pedofiel uit hetzelfde netwerk blijkt te zijn. Het motief was dat de moordenaar kon de mishandelingen niet aanzien (daarbij menend dat zijn eigen misbruik van jongetjes op basis van vrijwilligheid en liefde was en daarmee heel anders). |                   |                                           |                      |                   | |
| 7. | Dolls             | Amanda Green                              | Darnell Martin       | 8 november 2002   | Ileen Getz - Mrs. Preston David Harbour - Terry Jessup Susan Misner - Ronnie Marshall Gloria Reuben - Violet Tremain                                                                                    |
| Als er een ontbindende lichaam wordt gevonden van een vijfjarig meisje gaan Benson en Stabler op onderzoek uit. Zij ontdekken dat het slachtoffer seksueel misbruikt is en het onderzoek wijst verder uit dat zij het slachtoffer was van een pedofiel die meerdere slachtoffers heeft gemaakt. Nu moeten zij een race tegen de klok houden om het leven van zijn laatste slachtoffer te redden. De dader blijkt een door zijn moeder diep getraumatiseerde man die meende het goed voor te hebben met zijn slachtoffertjes die hij bij zijn drugsverslaafde moeders had weggehaald. Als de moeder aangeeft in staat is zelf voor haar dochter te zorgen, geeft hij de politie haar verblijfplaats. Het onderzoek brengt ook de schokkende inefficientie van de jeugdzorg boven water die faalt in het natrekken van in pleegezinnen geplaatste kinderen. |                   |                                           |                      |                   | |
| 8. | Waste             | Dawn DeNoon Lisa Marie Petersen           | Donna Deitch         | 15 november 2002  | Jill Marie Lawrence - Cleo Conrad Bruce Davison - dr. Graham Mandell Henry Woronicz - Mr. Rawley JoBeth Williams - Mrs. Rawley Rainn Wilson - conciërge                                                 |
| Een vrouw die in coma ligt blijkt zwanger te zijn en Benson en Stabler gaan op onderzoek uit. Het onderzoek leidt aanvankelijk naar een necrofiel maar die kan het niet gedaan hebben omdat de bloedgroep geen match is. Dan blijkt de dader de dokter van het slachtoffer die ook wetenschappelijk onderzoek doet naar stamcellen dat gefinancierd wordt door een miljardair die lijdt aan de ziekte van Parkinson, en wanhopig op zoek is naar een medicijn. Er was geen sprake van verkrachting maar van inseminatie; het was de bedoeling de foetus te aborteren en stamcellen voor onderzoek te gebruiken. De ouders van het slachtoffer willen nu de voogdij aanvragen over het ongeboren kind dat verwekt is door de verkrachting voor de stamcellen en de verdediging voert aan dat het experiment zwaarder weegt in de maatschappij als een comapatiënt die waarschijnlijk nooit meer bijkomt. De artsen en de miljardair krijgen een lichte veroordeling en de miljardair geeft het niet op: omdat de foetus biologisch zijn kind is claimt hij voogdij zodat hij de hand op de navelstreng kan leggen: die zit immers ook bomvol stamcellen. De ouders zijn gebroken. |                   |                                           |                      |                   | |
| 9. | Juvenile          | Tara Butters Michele Fazekas              | Constantine Makris   | 22 november 2002  | Robert Turano - Alfonso Corrales Illeana Douglas - Gina Bernardo Becky Ann Baker - Mrs. Brice Connor Paolo - Zachary Connor                                                                             |
| Nadat het lichaam van een verkrachte vrouw in haar appartement is gevonden, worden Benson en Stabler op de zaak gezet. Het slachtoffer leed aan kanker en teelde cannabis om haar peperdure behandelingen te financieren. De rechercheurs vinden twee tieners die elkaar de schuld van de moord geven. De aanklagers staan voor een dilemma of zij de oudste verdachte gaan berechten als een volwassene of niet. Na onderzoek blijkt hij namelijk mentaal niet in staat te zijn geweest om de moord te plegen, en waarschijnlijk door de jongste beïnvloed. Alexandra Cabot roept de jongste als getuigen op en uit zijn verklaring blijkt hij de initiatiefnemer, verkrachter en moordenaar van de vrouw; de oudste was een meeloper. Dit overtuigt de jury niet: de oudste verdachte wordt unaniem schuldig bevonden aan moord en inbraak en gaat levenslang de gevangenis in; de initiatiefnemende jongste valt onder het jeugdstrafrecht en kan hooguit 18 maanden tuchthuis krijgen. |                   |                                           |                      |                   | |
| 10. | Resilience        | Patrick Harbinson                         | Joyce Chopra         | 6 december 2002   | Jill Marie Lawrence - Cleo Conrad Titus Welliver - Tom Landricks Rachael Bella - Jackie Landricks Cynthia Ettinger - Angie Landricks Billy Lush - Karl Serrit                                           |
| Een vijftienjarig meisje wordt gered als zij voor de metro wil springen. De rechercheurs worden bij haar geroepen omdat zij hulp nodig heeft, zij verklaart verkracht te zijn. Deze aantijging blijkt later niet te kloppen hoewel wel sperma is aangetroffen, en wel van twee verschillende mannen waarvan een inwonende huurder. en hierop gaan de rechercheurs haar familie nader bekijken. Deze familie verbergt meer geheimen als eerst doet voorkomen. De vader blijkt een obsessie voor het krijgen van veel kinderen te hebben (hoe groter de familie des te groter zijn gezag als familiehoofd) maar is steriel, daarom betaalde hij mannen om onbeschermde seks met zijn vrouw te hebben. Toen zij ook onvruchtbaar werd, insemineerde hij zijn dochter onder dwang. Dit had hij ook met een ander meisje gedaan en haar vervolgens gedood toen ze probeerde te ontsnappen. |                   |                                           |                      |                   | |
| 11. | Damaged           | Barbie Kligman                            | Juan José Campanella | 10 januari 2003   | Erik Palladino - rechercheur Dave Duethorn Dan Lauria - Peter Kurtz Ari Graynor - Missy Kurtz Glynnis O'Connor - Raquel Kurtz Michael Gaston - Malcolm Field Christopher Denham - Joey Field            |
| Een winkelberoving gaat gruwelijk mis en de overvaller schiet in paniek twee omstanders neer (een zesjarig meisje en een jonge man), waarna de winkelbediende de dader neerschiet. De jongeman overlijdt ter plekke, het meisje wordt in levensgevaar in het ziekenhuis opgenomen waar ze een SOA blijkt te hebben. Het bewijs op het slachtoffer leidt hen naar de winkelbediende die zowel het slachtoffer als diens oudere pleegzus misbruikte: hij had zijn vriend voor de als overval gecamoufleerde moord betaald. In ruil voor immuniteit wil deze oudere pleegzus tegen haar abusieve ex getuigen. Dan blijkt echter dat de pleegzus de ware dader was en haar vriend had aangezet haar pleegzusje te verkrachten en te vermoorden om haar eigen misbruik te verhullen. Op jonge leeftijd is ze zelf ernstig misbruikt door haar biologische vader en hierdoor geestelijk getraumatiseerd en veranderd in een sociopaat. Dat er drie mensen dood zijn en haar ex de doodstraf riskeert kan haar niet schelen. Cabot wil nu de immuniteitsafspraak die zij gemaakt had met de zus nietig laten verklaren om haar te kunnen vervolgen. Dit lukt en ze gaat de doodstraf tegen de zestienjarige zus eisen. Dit laat haar koud, ze verklaart dat ze feitelijk al dood is. |                   |                                           |                      |                   | |
| 12. | Risk              | Robert F. Campbell Jonathan Greene        | Juan José Campanella | 17 januari 2003   | Matt Mulhern - Greg Kendall Joseph Murphy - Keith Gerard Bryan Callen - Derek Pfeiffer Robert Funaro - Philly Panzaretti                                                                                |
| Cocaïnesmokkel in babyvoeding leidt Benson en Stabler naar een corrupte politieagent. Wanneer zij dichter bij de waarheid komen moet Stabler undercover gaan om zo het vertrouwen te winnen van de corrupte agent. Dit zet het leven op het spel van Stabler als hij in de situatie komt om te doden of gedood te worden. |                   |                                           |                      |                   | |
| 13. | Rotten            | Judy McCreary                             | Constantine Makris   | 24 januari 2003   | William Mapother - Luke Edmunds Terry Serpico - Les Cooper Robert Stanton - P.B.A. vertegenwoordiger |
| Een gevangene wordt dood aangetroffen; doodsoorzaakt blijkt een darmperforatie door sodomie met een stomp object. Benson en Tutuola ontdekken dat de man een drugsdealer was en dat in het district waar het slachtoffer was gearresteerd veel drugsdealers zijn vermoord, en twee politieagenten hebben een connectie met elke zaak. De eerste, Luke Edmunds, wordt al snel gepakt en bekent: hij deed het om wraak te nemen voor zijn door drugsdealers neergeschoten broer en de straten schoon te maken. Benson graaft op eigen houtje verder en ontdekt dat de tweede, Less Cooper, ver boven zijn stand leeft en zich waarschijnlijk door iemand laat betalen. Verder blijken een aantal drugsdealers erin te zijn geluisd met vals bewijs om ze, als ze niet konden worden vermoord, dan toch maar in de gevangenis te stoppen. Met de bekentenis van Edmunds weet Benson Cooper onder druk te zetten en die bekent de moorden en valse arrestaties te hebben opzet tegen betaling van een drugsbaas. Cooper accepteert levenslange gevangenisstraf, tegen de drugbaas wordt de doodstraf gevorderd, maar Edmunds pleegt zelfmoord in zijn cel. Cragen is niet blij met Bensons eigenhandig optreden dat een enorm schandaal heeft veroorzaakt en straft haar met 10 dagen salariskorting. |                   |                                           |                      |                   | |
| 14. | Mercy             | Ruth Fletcher Christos N. Gage            | David Platt          | 31 januari 2003   | Judd Hirsch - dr. Judah Platner Larry Bryggman - Mr. Rowan Viola Davis - Donna Emmett Gregg Edelman - Daniel Brown Elizabeth Mitchell - Andrea Brown                                                    |
| Als er een babylijkje gevonden wordt in een koelbox gaan Benson en Stabler op onderzoek uit. Zij moeten eerst erachter komen wie de baby was en hoe het in de koelbox terechtkwam. Zij ontdekken al snel dat de baby leed aan de ziekte van Tay-Sachs en dus snel zou sterven aan deze ziekte. Als zij de ouders vinden bekennen zij al snel dat zij de baby gedood hebben om zo de baby een pijnlijke dood te besparen. Cabot wacht nu een moeilijke taak om de ouders te vervolgen voor moord ondanks haar gevoelens. Als blijkt dat de moeder haar echtgenoot volledig buiten de beslissing heeft gehouden, en de baby verwekt is uit een affaire met een andere man, gebruikt Cabot dit gegeven om het verbergen van de ziekte en daarmee de affaire als motief af te schilderen (de echtgenoot van de vrouw was geen drager van het defecte gen). Cabot slacht de vrouw genadeloos af door haar als slet en moordenares af te schilderen. De jury gaat hierin mee, legt 25 jaar tot levenslang op, en Cabot heeft last van haar geweten. |                   |                                           |                      |                   | |
| 15. | Pandora           | Tara Butters Michele Fazekas              | Alex Zakrzewski      | 7 februari 2003   | William McNamara - rechercheur Sam Bishop Lothaire Bluteau - Erich Tassig Zena Grey - Samantha Gilligan Alexis Dziena - Mia Van Wagner Ellen Lancaster - Mrs. Van Wagner                                |
| Een vrouw en haar echtgenoot worden bruut vermoord; het blijkt dat zij een pedoseksuelenjager was die met de FBI samenwerkte. De dader was hoogstwaarschijnlijk een pedoseksueel die haar op zijn beurt op het spoor was gekomen. De kinderporno op haar computer die de pedoseksuelen haar toestuurde (en die zij aan de FBI doorspeelde als bewijsmateriaal) leidt naar twee meisjes waarvan een vermist. Stabler gaat met behulp van een rechercheur van Moordzaken op jacht naar een van de meisjes die waarschijnlijk is meegenomen naar het Oostblok door een buitenlandse kinderpornograaf. Dit brengt Stabler naar Tsjechië waar Interpol onderzoek doet naar sekstoerisme en kinderporno. Wanneer er klanten ontdekt worden van een pedofielennetwerk in New York gaat Stabler weer terug en redt daar het tweede meisje uit de handen van een pedoseksueel. Het blijkt haar eigen vader die haar misbruikt, fotografeert en de foto's voor grof geld op kinderpornosites zet. Hij blijkt ook de moordenaar van het echtpaar en toont geen enkel berouw voor zowel de moord, de kinderpornografie als het misbruik: volgens hem is er niets mis met seks tussen volwassenen en kinderen. |                   |                                           |                      |                   | |
| 16. | Tortured          | Dawn DeNoon Lisa Marie Petersen           | Steve Shill          | 14 februari 2003  | Frederick Weller - Preston Bennett Charlie Hofheimer - Jerry Dupree Steve Schirripa - Paulie Obregano Illeana Douglas - Gina Bernardo                                                                   |
| Als een Tibetaanse vrouw die in haar thuisland mishandeld werd, vermoord wordt gevonden, met een afgehakte voet, gaan Benson en Stabler op onderzoek uit. Na een intensieve zoektocht naar mogelijke verdachten wordt de moordenaar gevonden, een jongen met een schoen fetisjisme. De vrouw belde per ongeluk op een verkeerd adres bij hem aan om een bank te kopen en hij vond haar kleine voeten aantrekkelijk en liet haar niet meer weggaan; de voet hakte hij af voor bij zijn collectie schoenen. Zijn advocaat bepleit echter met behulp van een expert dat dit veroorzaakt is door beschadiging van de frontale kwab, volgens de moeder veroorzaakt door een klap op zijn hoofd die hij van een inbreker kreeg. Uit het medisch materiaal blijkt echter dat de jongen stelselmatig is gefolterd door zijn moeder omdat ze hem en zijn fetishisme als oorzaak ziet dat haar man haar verliet. Door de martelingen werd nou juist het tegengestelde bereikt: de frontale kwab werd beschadigd waardoor de jongen geen controle meer over zijn impulsen had. De jongen bekent dat hij is mishandeld in het besef dat hij ook nog een jonger broertje heeft dat nu groot risico loopt, waarmee hij wel schuldig wordt verklaard maar geen straf opgelegd krijgt. De moeder wordt als uiteindelijk schuldig aan de moord in haar bakkerij voor het oog van alle klanten gearresteerd.                              |                   |                                           |                      |                   | |
| 17. | Privilege         | Patrick Harbinson                         | Jean de Segonzac     | 21 februari 2003  | Erik von Detten - Drew Lamerly John Bolger - Douglas Lamerly Michael Learned - Candace Lamerly Sarah Wayne Callies - Jenny Rochester                                                                    |
| Als er een vrouw dood wordt gevonden door een val van een appartementencomplex gekleed in een uniform van een dienstmeisje gaan Benson en Stabler eerst uit van zelfdoding. Het lichaam vertoont echter seksuele verwondingen en hierdoor denken zij aan verkrachting en moord. Het motief voor deze moord wordt duidelijk als de rechercheurs de vreemde relatie onderzoeken tussen de bewoners van een penthouse, het betreft de student Drew Lamerly, zijn vader en zijn grootmoeder. Drew blijkt een abusieve seksuele relatie met het slachtoffer te hebben gehad en haar te hebben gedood toen ze er niet meer tegen kon en het wilde uitmaken. Hij blijkt al eerder vrouwen te hebben verkracht en mishandeld. De advocaat voert aan dat de jongen stelselmatig door zijn vader mishandeld was en vanaf zijn 13e op diens aanmoediging naar prostituees ging die hij ook mishandelde. Deze prostituees spreken dit echter tegen: grootmoeder was degene die mishandelde en koos de prostituees voor haar kleinzoon uit. Ook de vader van Drew laat zijn moeder vallen en ze wordt door de rechercheurs gearresteerd. |                   |                                           |                      |                   | |
| 18. | Desperate         | Amanda Green                              | David Platt          | 14 maart 2003     | Rob Estes - Dan Hoffman Signy Coleman - Kim Hoffman Max Jansen Weinstein - Tommy Hoffman Haviland Morris - Dawn Trent                                                                                   |
| Als een 6jarig jongetje getuige is van de seksuele aanval en moord op zijn stiefmoeder willen Benson en Stabler hem ondervragen, dit wordt echter verhinderd door zijn vader. De vader blijkt de stiefmoeder stelselmatig te hebben mishandeld evenals zijn eerste vrouw daarvoor, de biologische moeder van het jongetje. Ze arresteren de dader maar het bewijs is zo flinterdun dat er een goede kans is dat de grand jury ze niet toestaat de zaak te vervolgen. Hun enige hoop om de jongen aan het spreken te krijgen is om zijn biologische moeder te vinden. Deze verdween nadat zij genoeg had van de mishandelingen van haar man met behulp van een netwerk van het blijf-van-mijn-lijfhuis. Toch hangt alles af van de verklaring van het jongetje, maar hij is zo bang van zijn vader dat hij dichtslaat in de getuigenbank. Als de vader hem toelacht en becomplimenteert zegt het ventje echter dat zijn vader een moordenaar is en nu wel durft te getuigen. |                   |                                           |                      |                   | |
| 19. | Appearances       | Stephen Belber Liz Friedman Vanessa Place | Alex Zakrzewski      | 28 maart 2003     | John Cullum - Barry Moredock Eric Thal - Tommy Hedges Susan Kellermann - Mrs. Hedges Brian Kerwin - Stanley Billings                                                                                    |
| Leerlingen van een schoolklas die met een uitstapje bezig zijn vinden een koffer en de leraren waarschuwen de politie. Deze vindt in de koffer het lijk van een jong meisje. Na deze lugubere ontdekking worden Benson en Stabler ingeschakeld. Zij ontdekken dat het slachtoffer seksueel misbruikt werd en nadien vermoord werd. De verdachte vertelt de rechercheurs hoe hij aan een handleiding kwam voor de moord op het meisje. Een pornoproducent heeft een verhaal op internet gezet over hoe iemand een meisje kan verkrachten en vermoorden, waarna de moordenaar aan de hand van deze handleiding zijn plannen uitvoerde. Cabot wil de pornoproducent aanklagen maar dit valt niet mee omdat de foto’s bij het verhaal van volwassen vrouwen digitaal bewerkt zijn (virtuele kinderporno), en het verhaal valt onder de vrijheid van meningsuiting. Ze krijgt een veroordeling gedaan op grond van het feit dat de pornoproducent de dader bleef spammen met email ondanks zijn herhaaldelijke verzoeken hem met rust te laten, tot hij toegaf en een abonnement op de site nam, het verhaal las, en toegaf aan zijn lusten. De advocaat van de verdachte, haar voormalig universitair docent constitutioneel recht, waarschuwt haar dat ze haar borst nat kan maken voor het hoger beroep. |                   |                                           |                      |                   | |
| 20. | Dominance         | Robert F. Campbell Jonathan Greene        | Steve Shill          | 4 april 2003      | Erik Palladino - rechercheur Dave Duethorn Ian Somerhalder - Charlie Baker Jason Ritter - Billy Baker Frank Langella - Al Baker Richard Bekins - Earl Briggs                                            |
| Als een viervoudig moord plaatsvindt met seksuele intenties gaan de rechercheurs op onderzoek uit. Als hierna nog meerdere moorden plaatsvindt dan gaan zij een strijd aan met de klok om verdere moorden te voorkomen. De bewijzen leidt hen naar Al Baker, een conciërge van een duur appartementencomplex en zijn twee zonen Billy en Charly. Charly terroriseert het gezin en heeft zijn broer Billy zodanig beïnvloed dat deze hem hielp en indekt. Motief is een haat tegen rijke mensen die hem rond zouden commanderen. Als de rechercheurs Billy confronteren met het feit dat Charly al het bewijs bij hem heeft geplant om hem voor de moorden te doen opdraaien, vallen hem de schellen van de ogen en hij bekent alles. De politie redt nog net op tijd twee ontvoerde vrouwen. |                   |                                           |                      |                   | |
| 21. | Fallacy           | Joshua Kotcheff Barbie Kligman            | Juan José Campanella | 18 april 2003     | Todd Susman - assistent officier van justitie Fred Dalton Thompson - officier van justitie Arthur Branch Michael Lerner - Morty Berger Katherine Moennig - Cheryl Avery Chad Lindberg - Eddie Cappilla  |
| Als Cheryl Avery verkracht wordt en haar aanvaller vermoordt willen Benson en Stabler bewijzen dat het zelfverdediging was. Hun onderzoek neemt een onverwachte wending als blijkt dat Avery als een transgender door het leven gaat. De vriend van Avery kan dit niet verwerken en pleegt zelfmoord. Bovendien blijkt de reden van de aanval dat de aanvaller had ontdekt dat ze transgender was en het wilde rondbazuinen, dit triggerde herinneringen aan jarenlange pesterijen en uitsluiting door haar ouders. Avery verschijnt voor de rechter waar haar hele leven open en bloot wordt behandeld waardoor Cabot medelijden met haar krijgt en begint zich schuldig te voelen om haar naar een gevangenis te sturen. Dit zal een mannengevangenis moeten worden omdat zij officieel een man is. Uiteindelijk wordt Cheryl veroordeeld omdat ze niet uit noodweer handelde maar uit angst gepest te worden en haar vriend te verliezen. Al op de avond van haar veroordeling wordt Cheryl in de gevangenis door een groep medegedetineerden verkracht en zodanig toegetakeld dat ze naar het ziekenhuis moet. |                   |                                           |                      |                   | |
| 22. | Futility          | Tara Butters Michele Fazekas              | Alex Zakrzewski      | 10 mei 2002       | Fred Savage - Michael Gardner Myndy Crist - Carrie Huitt Tyra Ferrell - Bethany Taylor |
| Als er een aantal vrouwen in een wijk worden verkracht pakken Benson en Stabler een verdachte op. Zij willen de man voor het gerecht brengen met behulp van zijn laatste slachtoffer die de hoofdgetuige wordt. De verdachte besluit zijn eigen verdediging te voeren in de rechtbank en dit maakt de uitslag onzeker omdat hij een uitstekende tegenstander is voor Cabot. Uiteindelijk weet Cabot hem toch klem te zetten waarna hij nog een vrouw verkracht en de benen neemt. Het drama krijgt een onverwachte ontknoping als de verdachte de benen neemt na nog een verkrachting en door zijn vrouwelijke advocaat - tevens zijn maîtresse - wordt gedood. |                   |                                           |                      |                   | |
| 23. | Grief             | Adisa Iwa                                 | Constantine Makris   | 2 mei 2003        | Joe Morton - Raymond Bevans Paul Leyden - Perry Williams Viola Davis - Donna Emmett |
| Een serveerster wordt vermoord gevonden achter een café en Benson en Stabler gaan op onderzoek uit. Zij ondervragen diverse verdachten, waaronder haar vriend. De rechercheurs verdenken haar baas van de moord, maar kunnen geen harde bewijzen vinden. De vader van de slachtoffer heeft moeite met de dood van zijn dochter en brengt veel tijd door op het politiebureau om de zaak te volgen. Uit het onderzoek van de patholoog blijkt dat het slachtoffer depressief was en verslaafd was aan drugs. Zodoende was zij erg beïnvloedbaar. De vader kan dit allemaal niet verwerken en vermoordt de verdachte, hiermee wordt hij zelf moordverdachte. Stabler raakt emotioneel betrokken bij deze zaak en moet nu getuigen in de rechtbank. De vader wordt veroordeeld en Stabler zegt dat het hem spijt, de vader antwoordt dat het hem niet spijt. |                   |                                           |                      |                   | |
| 24. | Perfect           | Robert F. Campbell Jonathan Greene        | Rick Wallace         | 9 mei 2003        | Caren Browning - Judith Siper Barbara Barrie - Paula Haggerty Kimberly J. Brown - Jessica Morse / Margory Maddox Laura Harring - Joan Quentin Adriane Lenox - Sharon Tassler Chuck Cooper - Mr. Tassler |
| Als een veertienjarig meisje vermoord wordt gevonden gaan Benson en Stabler op onderzoek uit. Hun onderzoek leidt hen naar een prominente arts die gespecialiseerd is in voortplanting. Hij heeft voor zijn onderzoek naar menselijke kloning opvangtehuizen opgericht in New York voor tieners die thuis weggelopen zijn. Als de rechercheurs een vermist meisje vinden in een van de opvanghuizen ontdekken zij dat de meisjes in de opvanghuizen gehersenspoeld worden met de bedoeling om ze zwanger te maken met de arts zijn sperma. De baby’s worden hierna verkocht aan onschuldige mensen die denken dat zij hun eigen kind krijgen, voor grote bedragen, waarmee de arts zijn kloononderzoek financiert. De directrice van het opvanghuis getuigt uiteindelijk tegen de arts als blijkt dat deze haar wil opofferen: het meisje was overleden omdat ze dagen achter elkaar zonder eten of water in een kamer was opgesloten, als straf omdat ze achter de waarheid was gekomen en gedreigd had uit de school te klappen. De arts valt woedend uit dat zijn kloononderzoek noodzakelijk is voor het voortbestaan van de mensheid en wordt razend en tierend afgevoerd, niet beseffend dat hij ook maar iets fout heeft gedaan. |                   |                                           |                      |                   | |
| 25. | Soulless          | Dawn DeNoon Lisa Marie Petersen           | Chad Lowe            | 16 mei 2003       | Logan Marshall-Green - Mitch Wilkens / Max Van Horn Ann Dowd - Sally Wilkens Matthew Bennett - Mr. Stark Peyton List - Chloe Dutton                                                                     |
| Chloe Dutton wordt na een verkrachting binnengebracht bij de spoedeisende hulp van een ziekenhuis met een stempel van een nachtclub op haar hand. Benson komt naar haar toe om haar te ondervragen en zij verklaart aan Benson dat zij niet verkracht is maar gewoon dronken was. Een korte tijd later komt een verpleegster Benson inlichten over de feit dat Dutton ontvoert is uit het ziekenhuis door haar verkrachter. Later wordt Dutton vermoord gevonden en een van de verdachte voor de moord blijkt een sociopaat te zijn met een geschiedenis van moorden. |                   |                                           |                      |                   | |